# Saison 9 de Chicago Med
Chronologie
Saison 8 Saison 10
Cet article présente le guide des épisodes de la neuvième saison de la série télévisée américaine Chicago Med.

## Distribution

### Acteurs principaux
- Marlyne Barrett (VF : Emmanuelle Rivière) : Maggie Lockwood, cheffe des infirmières des urgences
- S. Epatha Merkerson (VF : Virginie Emane) : Sharon Goodwin, directrice du Chicago Medical Center
- Oliver Platt (VF : Yann Guillemot) : Dr Daniel Charles, chef de psychiatrie
- Dominic Rains (en) (VF : Anatole de Bodinat) : Dr Crockett Marcel, chirurgien général
- Steven Weber (VF : Constantin Pappas) : Dr Dean Archer, chef par intérim des urgences
- Jessy Schram (VF : Ludivine Maffren) : Dr Hannah Asher, chirurgienne gynécologique
- Luke Mitchell : Dr Mitch Ripley, urgentiste

### Acteurs récurrents
- Brennan Brown (VF : Bruno Dubernat) : Dr Sam Abrams, un neurochirurgien
- Luigi Sottile (VF : Cédric Ingard) : Sean Archer, le fils du Dr Dean Archer
- Lorena Diaz (VF : Juliette Croizat) : Infirmière Doris, infirmière des urgences
- Sophia Taylor Ali (VF : Elsa Davoine) : Dr Zola Ahmad, résidente de troisième année aux urgences
- Conor Perkins (VF : Joachim Salinger) : Dr Zach Hudgins, résident de troisième année aux urgences
- John Earl Jelks (en) : Dr. Dennis Washington
- Gregory Alan Williams : Bert Goodwin, l'ex-mari de Sharon
- Henderson Wade : Dr. Loren Johnson
- Beth Lacke : Dr. Margo Collins
- Devin Kawaoka : Kai Tanaka-Reed
- Alet Taylor : Liliana Wapniarski
- Jeremy Shouldis : Dr. Marty Peterson

### Invités
- Lilah Richcreek Estrada : Dr. Nellie Cuevas
- Ashlei Sharpe Chestnut : Dr. Naomi Howard

## Liste des épisodes

### Épisode 1:Perte de contrôle
- États-Unis /  Canada : 17 janvier 2024 sur NBC / Citytv
- France : 11 septembre 2024 sur TF1

- États-Unis : 6,93 millions de téléspectateurs[1]

- Drew Powell : Harris Shorr
- Austin Highsmith Garces : Audrey Shorr
- Marc Grapey : Peter Kalmick
- Walter Coppage : Dr. Mark Cameron
- Ana Maria Alvarez : Femme
- Tony Bozzuto : Patient
- Roderick Frazier : Brice Morgan
- Oren Gottfried : Dr. Gottfried
- Charlie Hooper : AJ
- Matthew Isler : Ambulancier Matt
- Cesar Jaime : Ambulancier Cesar
- Terry King : Tom Rowland
- Katie Knopf : Judith Burke
- Lynnette Li : Infirmière Nancy
- April Lowery : Infirmière de bord
- Alex Moss : Homme
- Laura Resinger : Ivy Vance
- Courtney Rioux : Ambulancier Courtney
- Iesha Rochelle : Liz Morgan
- Jack Seijo : Ambulancier Jack
- Crina Shah : Kayla Rowland
- Michael Vaughn Shaw : Technicien X-Ray Mike
- Jeremy Shouldis : Dr. Marty Peterson
- Barton C. Williams : Pilote
- Stephanie Wohar : Mère d'AJ

### Épisode 2:Le syndrome du sauveur
- États-Unis /  Canada : 24 janvier 2024 sur NBC / Citytv
- France : 12 septembre 2024 sur TF1

- États-Unis : 6,61 millions de téléspectateurs[2]

- Charles Malik Whitfield : Ben Campbell
- Paula Marshall : Leanne Archer
- Cameron Scoggins : Wade Martin
- Catherine Kresge : Neva Levine
- Marc Grapey : Peter Kalmick
- Walter Coppage : Dr. Mark Cameron
- Elena Marisa Flores : Officier Rosado
- Emiliano Garcia : Luis Obrador
- Angelika Giatras : Sheryl Martin
- Herbert Harper Jr. : Technicien
- Matthew Isler : Ambulancier Matt
- Anthony Jones : Kenneth
- Lynnette Li : Infirmière Nancy
- Courtney Rioux : Ambulancière Courtney
- Rachel Shapiro : Allison Levine
- Marie Tredway : Infirmière Trini

### Épisode 3:Tempête sur les réseaux
- États-Unis /  Canada : 31 janvier 2024 sur NBC / Citytv
- France : 12 septembre 2024 sur RTS Un

- États-Unis : 6,62 millions de téléspectateurs[3]

- Scott Michael Foster : Nick Dunn
- Meredith Garretson : Tessa Dunn
- Seth Morris : Paul Moore
- Shelley Robertson : Pamela Moore
- Ray Santiago : Vince Gonzalez
- Joseph Anthony Byrd : Tyrese Gonzalez
- Marc Grapey : Peter Kalmick
- Sarah Brooks : Ambulancière Juliette
- John Fiorentino : Matty
- Coburn Goss : Everett James
- Lynnette Li : Infirmière Nancy
- Nick Mikula : Manager
- Kev Morris Sr. : Vigile
- David Parkes : Barry Lindheim
- Trey Plutnicki : Tim
- Jack Seijo : Ambulancier Jack
- Ainsley Soane : Becca
- Marie Tredway : Infirmière Trini

### Épisode 4:Une malédiction familiale
- États-Unis /  Canada : 7 février 2024 sur NBC / Citytv
- France : 18 septembre 2024 sur RTS Un

- États-Unis : 6,45 millions de téléspectateurs[4]

- Nicolette Robinson : Tara Goodwin
- Adam Huber : Jordan Moore III
- Kiff VandenHeuvel : Floyd Bevans
- Andrew B. Lipson : Wyatt Kane
- Sonny Bhatt : le messager
- Emmett Carter : le jeune garçon
- Ethan Carter : le grand frère
- Angelica Herndon : Haley Shaffer
- Rich Oliver : Marcus Shaffer
- Courtney Rioux : Ambulancière Courtney
- Michael Vaughn Shaw : Technicien rayon-X Mike

### Épisode 5:C'est pour ton bien
- États-Unis /  Canada : 21 février 2024 sur NBC / Citytv
- France : 19 septembre 2024 sur RTS Un

- États-Unis : 6,30 millions de téléspectateurs[5]

- Francis Guinan : Jimmy Finnegan
- Sean Anthony Baker : Mark Foster
- Benita Krista Nall : Emily Foster
- Rammel Chan : Eric Neeley
- Katie Anne Moy : Kaitlin Neeley
- Marc Grapey : Peter Kalmick
- Coburn Goss : Everett James
- Elena Marisa Flores : Officier Rosado
- Cesar Jaime : Ambulancier Cesar
- Rachel A. Kim : le bon samaritain
- Jodi Kingsley : Madeline Gastern
- RJ Lewis : Alex Foster
- Lynnette Li : Infirmière Nancy
- William Marquez : Damon Adams
- Renelle Nicole : Infirmière Trisha
- Michael Vaughn Shaw : Technicien rayon-X Mike
- Jeremy Shouldis : Dr. Marty Peterson
- Marie Tredway : Infirmière Trini

### Épisode 6:Un vieil ami
- États-Unis /  Canada : 28 février 2024 sur NBC / Citytv
- France : 19 septembre 2024 sur RTS Un

- États-Unis : 6,37 millions de téléspectateurs[6]

- Deidrie Henry : Deb Morgan
- Daniel Dorr : Robert Sullivan
- Carolyn Hu Bradbury : Adriana Pierce
- Cayen Martin : Caleb Morgan
- Coburn Goss : Everett James
- Andre Bellos : Lucas
- Elena Marisa Flores : Officier Rosado
- Nick Greco : Dr. Brian Malone
- Lynnette Li : Infirmière Nancy
- Courtney Rioux : Ambulancière Courtney
- Michael Vaughn Shaw : Technicien rayon-X Mike
- Marie Tredway : Infirmière Trini

### Épisode 7:Symétrie parfaite
- États-Unis /  Canada : 20 mars 2024 sur NBC / Citytv
- France : 25 septembre 2024 sur RTS Un

- États-Unis : 6,32 millions de téléspectateurs[7]

- Marshall Allman : Jason Davies
- Kate Bond : Hilary Robertson
- Missy Fierro : Marisol Robles
- Angelo Kern : David Robles
- Peggy Roeder : Frances Davies
- Sean Kennedy : le piéton énervé
- Kev Morris Sr. : le vigile
- Courtney Rioux : Ambulancière Courtney
- Jeremy Shouldis : Dr. Marty Peterson
- Michael Vaughn Shaw : Technicien rayon-X Mike
- Aria Tereza Szalai : Jackie Shaw
- Marie Tredway : Infirmière Trini
- Wendi Weber : Radiologiste Eliza Young

### Épisode 8:Le père télépathe
- États-Unis /  Canada : 27 mars 2024 sur NBC / Citytv
- France : 25 septembre 2024 sur RTS Un

- États-Unis : 6,03 millions de téléspectateurs[8]

- Lee Jones : Dr. Justin Morris
- David J. Cork : Tyler Eason
- Danielle Larracuente : Becca Eason
- Kristof Konrad : Pawel Wapniarski
- Jacqueline Emerson : Kimmy Pruitt
- Sarah Brooks : Ambulancière Juliette
- Elena Victoria Feliz : Kendall Miller
- Elena Marisa Flores : Officier Rosado
- Matthew Isler : Ambulancier Matt
- Patrick Newson : Carson Miller
- Lynnette Li : Infirmière Nancy
- James Macapagal : l'homme
- Rasika Ranganathan : Dr. Asha Mallick
- Courtney Rioux : Ambulancière Courtney
- Eric Michael Robinson : Leo Pruitt
- Jack Seijo : Ambulancier Jack
- Michael Vaughn Shaw : Technicien rayon-X Mike
- Marie Tredway : Infirmière Trini

### Épisode 9:Prisonniers du mensonge
- États-Unis /  Canada : 3 avril 2024 sur NBC / Citytv
- France : 26 septembre 2024 sur RTS Un

- États-Unis : 6,36 millions de téléspectateurs[9]

- Nicolette Robinson : Tara Goodwin
- Hampton Fluker : Michael Goodwin
- Emma Ishta : Michelle Abrams
- Marc Grapey : Peter Kalmick
- Hannah Ruwe : Shayna Ellis
- Sean Bradley : Josh Andrews
- Mike Campobasso : l'homme
- Luis Cortés : Barista
- Elena Victoria Feliz : Kendall Miller
- Jodi Kingsley : Madeline Gastern
- Lynnette Li : Infirmière Nancy
- Jason Lyke : Nurse Brad Moss
- Kev Morris Sr. : Security Guard Kev
- Renelle Nicole : Infirmière Trisha
- Elohim Peña : Matt Acosta
- Gail Shapiro : Infirmière Belinda
- Marie Tredway : Infirmière Trini
- Alaina Wis : la femme

### Épisode 10:Le jour zéro
- États-Unis /  Canada : 1er mai 2024 sur NBC / Citytv
- France : 2 octobre 2024 sur RTS Un

- États-Unis : 5,61 millions de téléspectateurs[10]

- T.J. Thyne : Greg Sanders
- Andy Cohen : Nathan Bishop
- Mariah Robinson : Mallory Bates
- Sam Mullaney : Perry Eastman
- Quetta Carpenter : Dr. Valerie Clark
- Sarah Brooks : Ambulancière Juliette
- Kathleen Czajkowski : Technicienne rayon-X Kathleen
- Elena Victoria Feliz : Kendall Miller
- Franchesca Fojas : Infirmière en transplantation
- Jessica Joy : Florence Sanders
- Courtney Rioux : Ambulancière Courtney
- Dan Rodden : Bernard Kenswick, chirurgien transplanteur de McKendry
- Michael Vaughn Shaw : Technicien rayon-X Mike
- Preston Shuttlesworth : le cycliste
- Marie Tredway : Infirmière Trini

### Épisode 11:Toutes les vérités…
- États-Unis /  Canada : 8 mai 2024 sur NBC / Citytv
- France : 2 octobre 2024 sur RTS Un

- États-Unis : 5,65 millions de téléspectateurs[11]

- Raymond Cham Jr. : Jay Keene
- Joe Holt : Martin Keene
- Daniel Dorr : Robert Sullivan
- Hope Lauren : Lynne Murphy
- Marc Grapey : Peter Kalmick
- Jennifer Cudahy : Taylor Greene
- Matthew Isler : Ambulancier Matt
- Moriah Martel : Whitney Poole
- Courtney Rioux : Ambulancière Courtney
- Michael Vaughn Shaw : Technicien rayon-X Mike

### Épisode 12:Conseil d'ami
- États-Unis /  Canada : 15 mai 2024 sur NBC / Citytv
- France : 3 octobre 2024 sur RTS Un

- États-Unis : 5,49 millions de téléspectateurs[12]

- Natalie Zea : Jackie Nelson
- Joe Minoso : Joe Cruz
- Hanako Greensmith : Violet Mikami
- Lee Jones : Dr. Justin Morris
- Josh Zuckerman : Bill Storch
- Daniel Dorr : Robert Sullivan
- Hope Lauren : Lynne Murphy
- Matthew Isler : Ambulancier Matt
- Max Kafel : Colin Storch
- Medina Kincy : Joan Canter
- Lynnette Li : Infirmière Nancy
- Christopher W. Paschal : Paul Talbot
- Marie Tredway : Infirmière Trini

### Épisode 13:Merci d'être là
- États-Unis /  Canada : 22 mai 2024 sur NBC / Citytv
- France : 3 octobre 2024 sur RTS Un

- États-Unis : 5,49 millions de téléspectateurs[13]

- Nicolette Robinson : Tara Goodwin
- Brad Beyer : Tighe Willis
- Jeff Kober : Doug Green
- Tyler Ritter : Derek Walker
- Savannah Youngblood : Katherine Walker
- Daniel Dorr : Robert Sullivan
- Kristof Konrad : Pawel Wapniarski
- Christopher Mowod : Dustin Norris
- Sarah Brooks : Ambulancière Juliette
- Toni Buena : Reyna
- Kathleen Czajkowski : Technicienne rayon-X Kathleen
- Carlos Rogelio Diaz : Infirmier Hank
- Elena Marisa Flores : Officier Rosado
- Joe Kim : Dr. Cho
- Lynnette Li : Infirmière Nancy
- Anthony Mannix : Ambulancier privé
- Amanda Marcheschi : Infirmière Dina
- Antoine McKay : Ed Cartwright
- Jamy Pierrevil : Préposé
- Harriet Plumpp : Manager
- Courtney Rioux : Ambulancière Courtney
- Theresa Ro : Infirmière Danielle Li
- Michael Vaughn Shaw : Technicien rayon-X Mike
- Marie Tredway : Infirmière Trini